# اندیس گوهرخیرآباد
گوهرخیرآباد یک اندیس فلزی است که در حوالی شهر رامک استان سیستان و بلوچستان قرار دارد و مادهٔ معدنی موجود در آن، مس است.  